# Shona (popolo)
Gli Shona sono gruppo etno-linguistico del gruppo bantu, diffusi in Zimbabwe, nello Zambia ed in Mozambico. Da essi prende il nome la regione Mashonaland.

## Storia
Si contano circa 14 milioni di persone che parlano una varietà di dialetti che appartengono alla forma standardizzata conosciuta come lingua shona (una lingua bantu). Un piccolo gruppo di parlanti Shona è emigrato alla fine dell'Ottocento e vive in Zambia, nella valle dello Zambesi. Gli Shona sono agricoltori, coltivatori di piselli, arachidi, mais, diversi tipi di vegetali, zucche e patate dolci.

## Clan
I 5 clan principali sono:
- Karanga: sono il più grande clan, pari al 35% dei cittadini dello Zimbabwe
- Zezuru o Zeseru: sono il secondo clan più numeroso, e comprendono circa un quarto della popolazione totale
- Manyika: situati nella zona di Manicaland, sono 1,8 milioni
- Ndau: circa 1 milione, suddivisi tra lo Zimbabwe orientale e il Mozambico
- Korekore: 1,5 milioni, stanziati nello Zimbabwe centrale